# Distintivo di sommergibilista (1939)
Il distintivo di sommergibilista (in tedesco U-Boot-Kriegsabzeichen) del 1939 fu una decorazione militare del Terzo Reich, concessa ai membri degli equipaggi degli U-Boot tedeschi operanti nel corso della seconda guerra mondiale.

## Inquadramento storico
Il distintivo di sommergibilista del 1939 si ispirò direttamente al precedente distintivo, istituito nel febbraio del 1918 dalla Marina Imperiale Tedesca, al quale somiglia anche per il disegno. Fu il comandante in capo della Kriegsmarine - l'ammiraglio Erich Raeder - a stabilirne l'introduzione col proprio ordine del 13 ottobre 1939, che stabilì le regole per il conferimento e per l'indossamento. Per il disegno del manufatto venne incaricato il noto grafico e pittore Paul Casberg; il 1º novembre 1939 ne iniziò la produzione ad opera della ditta C.Schwerin und Sohn (C.Schwerin e Figlio) di Berlino. I primi esemplari vennero spediti per essere consegnati agli equipaggi il 10 novembre successivo, di conseguenza solo a partire da tale data si possono trovare documenti fotografici di marinai tedeschi col distintivo.
Col prosieguo della guerra, alla ditta Schwerin si affiancarono altri produttori, fra i quali la Souval di Vienna, che continuò la produzione anche per qualche anno successivamente alla fine del conflitto utilizzando gli stessi stampi e materiali, con o senza il proprio marchio: questo ha provocato successivamente sul mercato del collezionismo una certa difficoltà a stabilire la datazione esatta di alcuni esemplari del distintivo.

## Il conferimento del distintivo
Il distintivo fu destinato a tutti i membri degli equipaggi degli U-Boot che avessero partecipato ad almeno due missioni di guerra contro il nemico. In caso di ferita, era sufficiente una sola missione, ma in ogni caso solo il comandante del sottomarino poteva presentare la richiesta scritta per i propri sottoposti. Il distintivo andava indossato sulla parte sinistra dell'uniforme di servizio, seguendo l'ordine d'importanza stabilito dalle norme, che riservavano i posti più alti alle decorazioni più importanti. Assieme al distintivo - ma non sempre - veniva consegnato un diploma di conferimento.
In segno di riconoscimento per i successi della guerra sottomarina, Raeder conferì all'ammiraglio Karl Dönitz un grado speciale del distintivo, in oro massiccio con diamanti incastonati. La data precisa del conferimento non è nota, ma è compresa fra gli anni 1941 e 1942. Durante la guerra, vennero premiati con un tipo di distintivo molto simile anche tutti i sommergibilisti decorati con la Croce di Cavaliere della Croce di Ferro con Fronde di Quercia (29 in tutto). Quello di Dönitz rimase però un unicum. La sorte di tale manufatto ha causato delle discussioni: sequestrato da un militare americano a Norimberga, oggi ne esistono alcuni singoli esemplari: oltre all'originale consegnato da Raeder, probabilmente alcuni furono copie di proprietà dello stesso Dönitz, mentre altri potrebbero essere delle prove ad opera delle ditte costruttrici.
Secondo i documenti tedeschi, su circa 40000 marinai imbarcati negli U-Boot solamente 9536 sarebbero stati decorati col distintivo di sommergibilista, ma si ritiene che questo numero sia largamente approssimato per difetto.

### Elenco dei decorati col Distintivo di sommergibilista con diamanti
1. Fregattenkapitän Albrecht Brandi
2. Korvettenkapitän Heinrich Bleichrodt
3. Korvettenkapitän Otto von Bülow
4. Admiral Karl Dönitz (grado speciale)
5. Korvettenkapitän Carl Emmermann 1º ottobre 1943
6. Kapitänleutnant Engelbert Endrass 18 luglio 1941
7. Kapitänleutnant Friedrich Guggenberger
8. Korvettenkapitän Robert Gysae
9. Korvettenkapitän Reinhard Hardegen 7 maggio 1942
10. Kapitän zur See Werner Hartmann
11. Korvettenkapitän Werner Henke
12. Fregattenkapitän Otto Kretschmer
13. Kapitänleutnant Hans-Günther Lange
14. Korvettenkapitän Georg Lassen
15. Fregattenkapitän Heinrich Lehmann-Willenbrock
16. Fregattenkapitän Heinrich Liebe
17. Kapitän zur See Wolfgang Lüth
18. Korvettenkapitän Johann Mohr
19. Kapitänleutnant Rolf Mützelburg
20. Kapitän zur See Karl-Friedrich Merten 30 gennaio 1943
21. Korvettenkapitän Günther Prien
22. Kapitänleutnant Joachim Schepke
23. Korvettenkapitän Adalbert Schnee
24. Kapitän zur See Klaus Scholtz
25. Kapitän zur See Viktor Schütze
26. Korvettenkapitän Herbert Schultze 15 luglio 1941
27. Fregattenkapitän Reinhard Suhren 31 dicembre 1941
28. Kapitänleutnant Rolf Thomsen
29. Fregattenkapitän Erich Topp 11 aprile 1942

## Descrizione

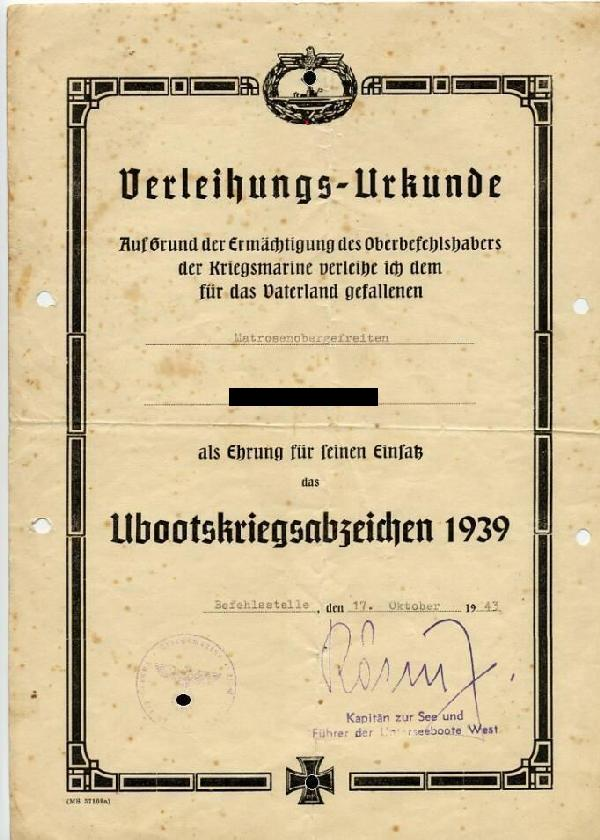
Il diploma di conferimento del distintivo di sommergibilista nella rara versione per i caduti in battaglia.

Il distintivo del 1939 differisce da quello del 1918 per la presenza dell'aquila del Terzo Reich al posto della corona imperiale, e per la differente forma del sottomarino rappresentato. Il manufatto rappresenta un U-Boot all'interno di una corona d'alloro di forma ellittica, in cima alla quale campeggia l'aquila del Terzo Reich che tiene fra gli artigli una svastica. Solo i distintivi con diamanti vennero consegnati all'interno di un astuccio: gli altri venivano solitamente dati in mano al decorato dal comandante del sommergibile, nel corso di una cerimonia. In tal caso, era possibile che fossero ancora contenuti in una piccola bustina di cartoncino morbido di colore azzurro, con all'esterno la scritta in caratteri gotici U-Boot-Kriegsabzeichen.
Le misure e i materiali di costruzione del distintivo sono le seguenti:
- Distintivo di sommergibilista: 48/49 mm di larghezza per 39/40 mm di altezza. Peso di circa 35 g. Nei primi tempi, il distintivo era fatto di bronzo o di lega metallica, mentre col prosieguo della guerra si utilizzò sempre più spesso lo zinco.
- Distintivo di sommergibilista con diamanti: forma e misure sono simili a quelle del normale distintivo di sommergibilista. La differenza principale è costituita dalla presenza di alcuni piccoli diamanti incastonati nei bracci della svastica. Il distintivo presenta al verso il marchio "SCHWERIN / BERLIN 68" (in due righe).
- Distintivo di sommergibilista con diamanti (pezzo unico per Karl Dönitz): di forma uguale ai precedenti, è in oro massiccio e pesa all'incirca 25 grammi. La svastica presenta una serie di piccoli diamanti incastonati, e lungo la corona d'alloro sono presenti altri dodici brillanti. Al verso è presente il marchio "C.S.u.S. / BERLIN 68" (in due righe).

Oltre al distintivo metallico, esiste anche una rarissima versione della decorazione in stoffa, indossata preferibilmente dai marinai che potevano rischiare di rovinare il manufatto all'interno del sommergibile.
Nel 1957 la Repubblica Federale Tedesca istituì una nuova versione del distintivo di sommergibilista per i vecchi decorati, denazificato con l'eliminazione dei simboli del Terzo Reich.